# دانييل (اسم)
دانييل (بالإنجليزية: Daniel) هو اسم علم شخصي مذكر من أصل عبري معناه الله يدين أو الله يقضي، يسمى -أيضاً- باسم دانيال وداني للاختصار ودانييلا ودانييلي للإناث ويعتبر من الأسماء المقدسة في الديانات اليهودية والمسيحية والإسلامية نسباً للنبي دانيال ويعتبر من الأسماء المنتشرة في الغرب.